# Гусавка
Гусавка (укр. Гусавка) — село в Менском районе Черниговской области Украины. Население 614 человек. Занимает площадь 1,9 км². Расположено на реке Красиловка.
Код КОАТУУ: 7423086303. Почтовый индекс: 15660. Телефонный код: +380 4644.
В селе родился Герой Советского Союза Иван Сапоненко.

## Власть
Орган местного самоуправления — Локнистенский сельский совет. Почтовый адрес: 15660, Черниговская обл., Менский р-н, с. Локнистое, ул. Ленина, 2.